# آسکینو (شهرستان آسکینسکی، باشقیرستان)

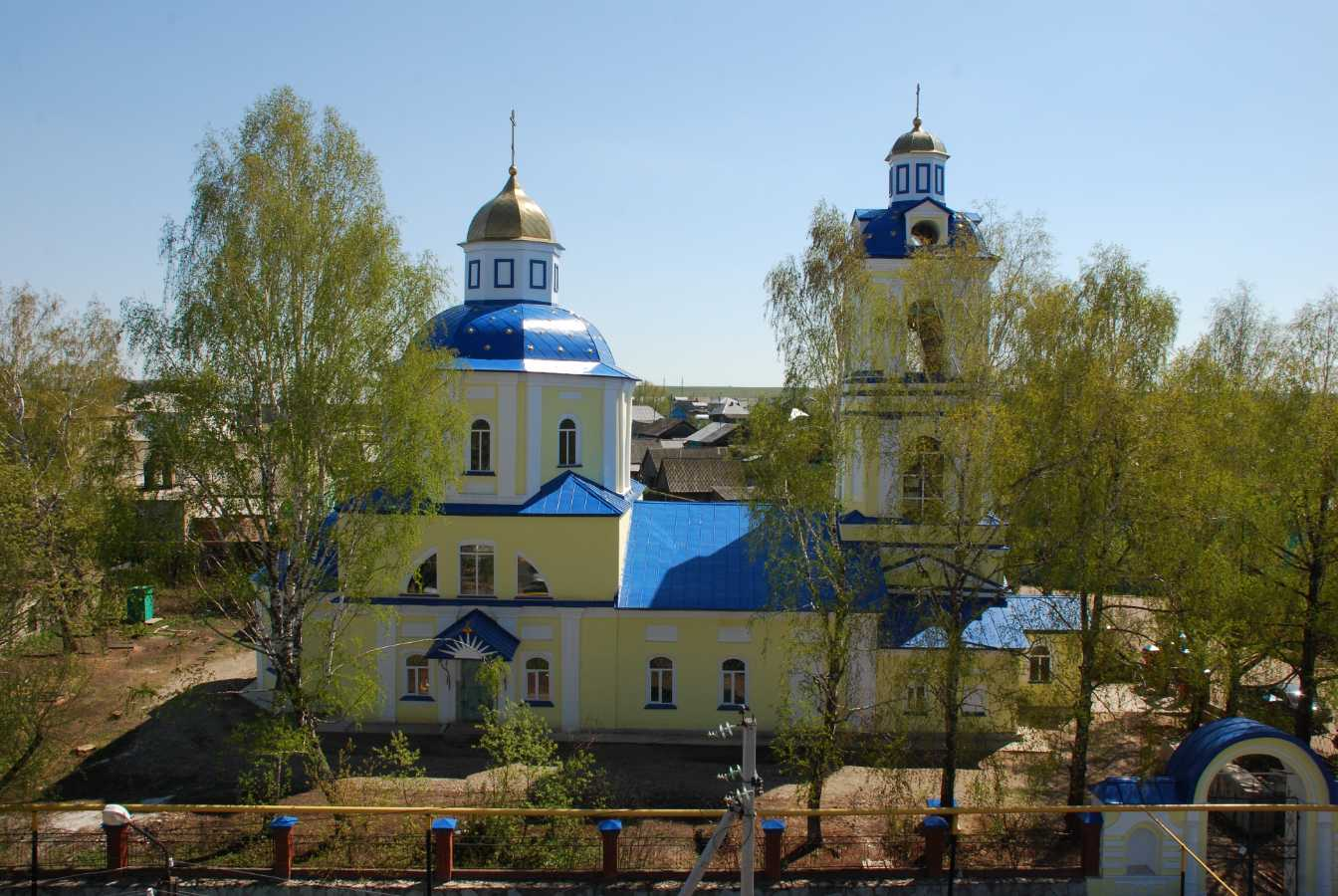
کلیسای سنت نیکلاس در آسکینو

آسکینو (به لاتین: Askino) یک منطقهٔ مسکونی در روسیه است که در باشقیرستان واقع شده‌است.